# Palácio da Independência (Jacarta)

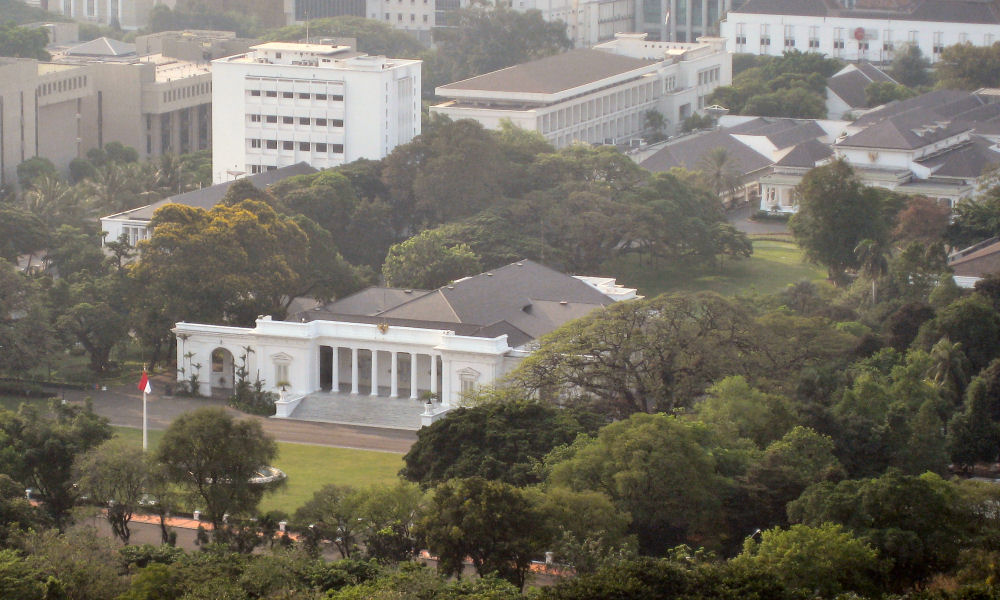
Vista aérea do palácio

O Palácio da Independência (em indonésio: Istana Merdeka) é um palácio em estilo neoclássico no centro de Jacarta, a capital da Indonésia, que é a residência oficial do Presidente da República da Indonésia. Está situado no lado norte da Praça da Independência e é monumento nacional. Foi anteriormente residência do governador-geral das Índias Orientais Holandesas durante a época colonial. Em 1949, passou a chamar-se Palácio da Independência, pois merdeka significa "liberdade" e "independência" em indonésio.